# Star Trek: Armada II
Star Trek: Armada II — космічна стратегія в реальному часі розроблена компанією Mad Doc Software і випущена в продаж Activision 26 червня 2001. Дія гри відбувається у всесвіті «Зоряного шляху», доповнює події серіалу «Зоряний шлях: Вояджер» і продовжує сюжет гри Star Trek: Armada. У грі додано нові кораблі для кожної фракції зі Star Trek: Armada та дві нові фракції. 13 грудня 2021 року Star Trek: Armada і Star Trek: Armada II були перевидані на сайті GoG.com, який також випустив кілька інших старих ігор «Зоряного шляху» раніше того ж року.

## Ігровий процес

### Основи
Основи геймплею лишилися незмінними з першої частини. Протиборчі фракції отримали більше класів космічних кораблів, особовий склад тепер можна набирати не тільки на зоряних базах, але й на планетарних колоніях.
Також були додані два ресурси — латиній і метал, на додачу до дилітію, рядового екіпажу та офіцерів з попередньої гри. Метал видобувається з планет добувними станціями і потрібен головним чином для побудови космічних станцій. За латиній вивчаються і впроваджуються нові технології. Також він обмінюється на метал і дилітій на торгових станціях ференгі, добувається він у туманностях. Особливо від латинію залежать Клінгони, Ромуланці і Кардассіанці, тоді як Федерації він майже не потрібен. Борги зовсім не використовують цей ресурс, натомість можуть будувати переробні станції, які перетворюють метал у дилітій і навпаки. Вид 8472 перетворює всі три ресурси на свій єдиний ресурс — біомасу, або переробляє на неї екіпаж ворожих кораблів. Вони також не торгують з іншими фракціями. Кораблі Виду 8472 також не поділяють екіпаж на рядових і офіцерів — вони керуються універсальними пілотами.
У Star Trek: Armada II різні планети дають різні бонуси: з одних отримується більше металу, з інших більше особового складу. З'явилися два нових типи туманностей: латинійні (жовті, слугують джерелами латинію; коли запаси латинію виснажено, змінюють колір на зеленкуватий) і тахіонні (різнобарвні, мають значення лише в сюжетній кампанії).
У кампанії гравець може грати тільки за Федерацію, Клінгонів і Боргів. Кардассіанці, Ромуланці і Вид 8472 доступні для гравців в мультиплеєрі і режимі миттєвого бою.
Стиль гри за більшість фракцій майже однаковий. Вид 8472 становить виняток через використання біотехнологій. Майже всі кораблі отримали два режими польоту: досвітловий (стандартний) і варп. У варп-режимі корабель рухається швидше швидкості світла, що реалізується як швидке переміщення по карті. При цьому в кораблів не функціонують енергощити, зброя і спецпристрої, сенсори втрачають точність, а біля небесних тіл кораблі автоматично виходять з варп-режиму.

### Фракції
Для фракції з попередньої гри вказано лише нові кораблі. Список початкових фракцій наведений в статті Star Trek: Armada.
Об'єднана Федерація Планет
- «Іо Дзіма» — штурмовий корабель призначений для швидкого захоплення ворожих кораблів і станцій досвідченими піхотинцями. Озброєний іспульсним фазером і тяговим променем.
- «Егеєць» — захисник флоту, здатний вести вогонь численними фотонними торпедами і фазерами. Володіє пристроєм, який поліпшує енергощити союзних кораблів поблизу.
- «Шабля» — малий корабель призначений для важких бойових умов. Озброєний іспульсними фазерами і фотонними торпедами.
- «Інтрепід» — швидкий і маневрений, але слабко захищений корабель, озброєний фазерами і фотонними торпедами.
- «Галактика» — колишній флагман і один з найпотужніших кораблів Зоряного флоту, озброєний фазерами і фотонними торпедами. Здатний розділятися на дві частини, при цьому тільки рухова частина здатна здійснювати варп-стрибки.

Клінгонська імперія
- «Чава'каль» — штурмовий корабель призначений для швидкого захоплення ворожих кораблів і станцій елітними воїнами Імперії. Озброєний дисраптором і тяговим променем.
- «Колот» — нащадок древніх фрегатів класу «Д7», озброєний фазером і фотонними торпедами. Обладнаний пристроєм, який збільшує дальність і ефективність всіх енергетичних гармат союзних кораблів поблизу.
- «Чак'Бе» — артилерійський корабель, озброєний імпульсними дисрапторами і далекобійним дисрапторним гарматами.
- «Ке'Раль» — старий лінійний корабель, озброєний численними фазерами і фотонними торпедами.

Ромуланська зоряна імперія
- «Кестрел» — штурмовий корабель призначений для швидкого захоплення ворожих кораблів і станцій тренованими центуріонами. Озброєний плазмовими гарматами і тягвим променем.
- «Велес» — захисник ромуланского флоту, озброєний безліччю плазмових торпед і фазерами. Обладнаний пристроєм, який дозволяє невидимим кораблям поблизу вести вогонь, залишаючись невидимими.
- «Драконарій» — смертоносний крейсер, озброєний фазерами і плазмовими торпедами.
- «Венатор» — новітній лінійний корабель Імперії, призначений для підтримки «Д'дерідексів». Озброєний потужними далекобійними фазерами.

Колектив Боргів
- «Клин» — один з основних кораблів призначених для асиміляції ворога, озброєний імпульсними енергогарматами і утримуючим променем. Стандартною тактикою «Клину» є пробиття ворожих енергощитів гарматами з подальшою транспортацією дронів на борт.
- «Провісник» — артилерійський корабель, озброєний потужними далекобійними торпедами.
- «Захисник гармонії» — корабель призначений для захисту флоту Колективу безліччю енергогармат і енергетичних торпед. Обладнаний пристроєм перезарядки батареї союзних кораблів поблизу.
- «Тактичний куб» — більш потужна і броньована версія «Куба», здатний асимілювати два спецпристрої ворога. Обладнаний утримуючим променем, що зупиняє ворожий корабель і транспортує дронів крізь ворожі щити.
- «Злитий куб» — величезний корабель, що складається з восьми «Кубів», озброєний сукупністю зброї складових «Кубів». Також здатний асимілювати три спецпристрої ворога. Обладнаний утримуючим променем.
- «Злитий тактичний куб» — найпотужніший корабель Колективу. Складається з восьми «Тактичних кубів». Здатний асимілювати три спецпристрої ворога. Обладнаний утримуючим променем.

Кардассіанський союз — людиноподібні рептилії, що провадять активну експансію для захоплення нових ресурсів.
- «Хідекі» — малий корабель призначений для розвідки місцевості і партизанських ударів по ворогу. Обладнаний генератором поля невидимості і потужними локаторами, здатними виявити будь-який корабель поблизу.
- «Яничар» — штурмовий корабель призначений для швидкого захоплення ворожих кораблів і станцій досвідченими піхотинцями. Озброєний імпульсними фазерами і тяговим променем.
- «Васад» — захисник флоту, озброєний безліччю фотонних торпед і фазерів. Обладнаний генератором перешкод, який блокує ворожі локатора поблизу.
- «Гал Вістан» — шпигунський корабель, обладнаний генератором поля невидимості і пристроєм, який пускає хвилю в певному напрямі та порушує роботу корабельних стабілізаторів, змушуючи ворога крутитися на місці.
- «Легат» — артилерійський корабель, озброєний потужними далекобійними плазмовими торпедами.
- «Брінок» — патрульний крейсер, озброєний фотонними торпедами і фазерами. Обладнаний генератором поля невидимості і безпілотними бойовими зондами.
- «Расілак» — легкий, маневрений корабель призначений для доставки за призначенням мікроорганізмів, що поїдають все що завгодно.
- «Сартан» — швидкий ударний корабель Союзу з досить слабкими енергощитами.
- «Кулінор» — потужний фронтовий бойовий корабель, озброєний фазерами. Обладнаний численними спецпристроями: плазмовою гарматою для бомбардування колоній, генератором квантової сингулярності, що викликає бойовий корабель виду 8472, імпульсними прискорювачами і генератором перешкод, який порушує функціональність ворожих енергощитів.
- «Галор» — колишній найпотужніший корабель кардассіанського флоту, озброєний фазерами і фотонними торпедами.
- «Келдон» — новий лінійний корабель флоту, озброєний потужними фазерами і фотонними торпедами. Обладнаний генератором поля невидимості і перевантажувальними плазмовими гарматами.
- Ракета «Дредноут» — суперзброя кардассіанців, призначена для знищення захищених ворожих станцій.

Вид 8472 — жителі «рідинного простору», що не використовують звичайні технології, а послуговуються видозміненими організмами. Кожен їхній корабель керується одним пілотом. У кораблів виду 8472 немає транспортерів, так що вони не можуть захоплювати чужі кораблі, але і їхні кораблі не можуть бути захоплені, не маючи палуб. Крім того, будівництво станцій і кораблів Виду 8472 відрізняється від інших фракцій. Станції вирощуються з пасивних ембріонів, тоді як кораблі — з активних. Також, зоряна база Виду 8472 під назвою Матка здатна до самостійного руху.
- «Розвідник» — невеликий, швидкий корабель озброєний біоімпульсним гарматами і обладнаний потужними локаторами. Пілот здатний телепатично вторгатися в свідомості ворожих екіпажів і дивитися з їхніх очей.
- «Есмінець» — легкий, маневрений бойовий корабель, озброєний біоімпульсними гарматами. Пілот може телепатично «зачепитися» за ворожий корабель і стежити за його пересуваннями.
- «Крейсер» — середній бойовий корабель, озброєний безліччю біоімпульсних гармат. Пілот може тимчасово телепатично порушити дієздатність ворожого екіпажу.
- «Пусковик» — артилерійський корабель, озброєний далекобійними органічними гарматами.
- «Лінкор» — основний бойовий корабель виду 8472, озброєний потужним біоімпульсним гарматами. Пілот може тимчасово поплутати свідомості ворожих екіпажів, змусивши їх стріляти по союзниках або навіть підривати свої кораблі.
- «Фрегат» — захисник флоту, озброєний біоімпульсними гарматами. Обладнаний біоімпульсним провідником, який збирає енергію від чотирьох до восьми «лінкорів» у єдиний потужний постріл, здатний знищити практично будь-який ворожий корабель.
- «Бегемот» — величезний але повільний бойовий корабель, озброєний біоімпульсними гарматами і захисними системами, що знищують ворожі торпеди. Обладнаний трьома спецпристроями: генератором туманності, який тимчасово створює область «рідинного» простору і блокує використання варп-двигунів, генератором вибуху туманності, що створює ланцюгову реакцію в природній туманності і генератором розлому, який дозволяє «Бегемоту» подорожувати в будь-яку вже розвідану точку поля бою.
- «Захисник» — беззбройний корабель, що конструює бойові стаціонарні платформи і міни.[2]

## Сюжет
Дія розгортається через шість місяців після подій першої частини. Борги знову намагаються захопити Альфа квадрант з допомогою нового типу кораблів-асиміляторів. Запобігши спробі Боргів встановити форпост, капітан Жан-Люк Пікар виявляє новий тип туманності — тахіонну. В цій туманності Пікар виявляє величезний трансварповий портал, здатний миттєво перекидати цілі флоти з одного квадранту в інший, що пояснює як Борги змогли добратися в глибину Альфа-квадранта без виявлення. Командування Зоряного флоту наказує Пікару захопити портал і повести флот прямо в серце територій Боргів в Дельта-квадранті. Хоча операція виявляється успішною, деякі кораблі, включаючи «Ентерпрайз-E» застрягають у Дельта-квадранті через дестабілізацію порталу.
Тим часом, кардассіанці, скориставшись відсутністю основного флоту Федерації, починають своє вторгнення. Клінгонський канцлер Марток дізнається що Гал Кентаро, лідер кардассіанської «революції», знаходиться в таємному союзі з ромуланцями. Кентаро розробляє «Квантову сингулярність», яка дозволить кардассіанцям викликати на допомогу Вид 8472. Марток веде свої війська на спробу зупинити Кентаро і знищити проєкт. Клінгонам вдається зупинити вторгнення кардассіанців і завдати серйозної шкоди їх рідному світу. В фінальній битві Марток знаходить і вбиває Гала Кентаро, знищуючи разом з тим проєкт «Квантової сингулярності».
Королева Боргів, яка лишилася в Альфа квадранті після дестабілізації трансварпового порталу, дізнається що Вид 8472, який досі зустрічався тільки в Дельта-квадранті, якимсь чином знайшов спосіб потрапити в Альфа квадрант. Вона планує асимілювати низку планет, аби зібрати армаду, здатну зупинити Вид 8472, але її зусиллям стають на заваді сили Федерації. Королева Боргів розуміє що єдиний спосіб перемогти Вид 8472 — об'єднати зусилля з Федерацією. Федерація й Борги створюють тимчасовий союз і направляються в «рідинний» простір, в якому проживає Вид 8472, і знищують генератор розломів, який створює портали в Альфа квадрант.
Федерація й Борги повертаються на свої території, а Клінгони беруть управління над Кардассіанцями.

## Оцінки й відгуки
| Агрегатор  | Оцінка |
| ---------- | ------ |
| Metacritic | 65/100 |

| Видання                    | Оцінка |
| -------------------------- | ------ |
| AllGame                    | [ 4 ]  |
| Computer Games Magazine    | [ 5 ]  |
| Computer Gaming World      | [ 6 ]  |
| GameSpot                   | 7.1/10 |
| GameSpy                    | 80 %   |
| GameZone                   | 8/10   |
| IGN                        | 7.4/10 |
| PC Gamer (Велика Британія) | 60 %   |
| PC Gamer (США)             | 69 %   |
| PC Zone                    | 52 %   |

Star Trek: Armada II, попри низку вдалих доповнень, що відзначалось критиками, було оцінено нижче, ніж попередню гру. На агрегаторі Metacritic Star Trek: Armada II отримала середню оцінку 65 балів зі 100.
IGN оцінили гру загалом краще, ніж попередницю. Підкреслювалось, що в Star Trek: Armada II слабший сюжет, ускладнене керування кораблями, перемога досягається не стільки вмінням, скільки чисельною перевагою, а ШІ й надалі не може стати гідним суперником. З іншого боку, вона дещо вдосконалює слабкі аспекти попередньої гри. До того ж у ній відмінна музика, використання третього виміру в переміщеннях кораблів, впроваджена кінематографічна камера огляду, і Star Trek: Armada II загалом займає своє місце з-поміж стратегій в реальному часі.
GameSpot похвалили нову систему ресурсів, що спонукає до агресивнішої експансії по карті, швидкі бої. Також було високо оцінено музику й озвучення персонажів, велику кількість налаштувань умов при «миттєвій битві» проти ШІ або інших гравців. З недоліків перелічувались громіздкий інтерфейс, приземлені кампанії, недостовірний масштаб кораблів.